# جمعیت‌شناسی یمن
ویژگی‌های جمعیت‌شناختی جمعیت یمن (عربی: سکان الیمن‎) شامل تراکم جمعیت، قومیت، سطح تحصیلات، سلامت مردم، وضعیت اقتصادی، وابستگی‌های مذهبی و سایر جنبه‌های جمعیت است.
جمعیت یمن، طبق تخمین‌های سال ۲۰۲۱، حدود ۳۳ میلیون نفر بوده است، که ۴۶٪ از جمعیت، زیر ۱۵ سال و ۲٫۷٪، بالای ۶۵ سال سن داشته‌اند. در سال ۱۹۵۰، این رقم، ۴٫۳ میلیون نفر بود. تخمین زده می‌شود که تا سال ۲۰۵۰، جمعیت یمن به حدود ۶۰ میلیون نفر افزایش یابد.